# Ławice

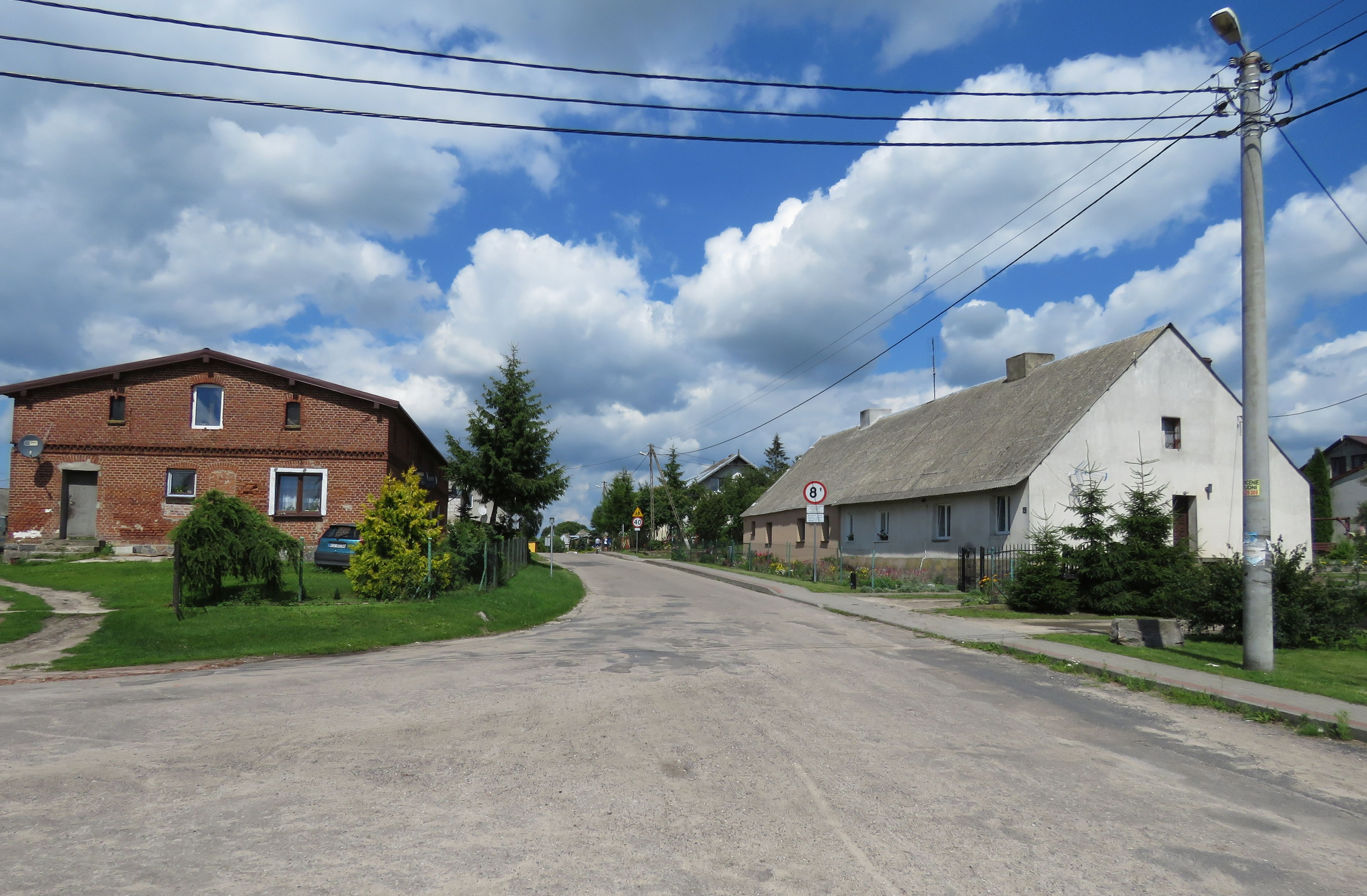
Ławice (2017)

Ławice (deutsch Hansdorf, früher Hannsdorf) ist ein Dorf und Schulzenamt in der Landgemeinde Iława (Deutsch Eylau) im Powiat Iławski (Kreis Deutsch Eylau)  in der polnischen Woiwodschaft Ermland-Masuren.

## Geographische Lage
Das Dorf liegt im historischen Westpreußen, etwa neun Kilometer östlich von Deutsch Eylau (Iława) und 59 Kilometer westlich von Allenstein (Olsztyn).  Etwa sechs Kilometer westlich liegt der 27 Kilometer lange Geserichsee. Südöstlich am Dorf fließt die Drewenz und südlich deren Zufluss Iławka (Eylenz).
Die Landschaft ist durch den fennoskandischen Eisschild gestaltet worden und ist eine postglaziale, hügelige, bewaldete Grundmoräne, die im Einzugsgebiet der Weichsel liegt. Das Dorf Ławice liegt inmitten der Eylauer Seenplatte, die dem historischen Oberland sowie dem Baltischen Höhenrücken angehört. Charakteristisch für die Gegend sind zahlreiche Seen, Flüsse sowie Nadel- und Mischwälder.

## Geschichte
Ursprünglich war diese preußische Landschaft von den heidnischen Prußen (Pomesanien) bewohnt. Nach der Christianisierung durch den Deutschen Orden gehörte es dem Deutschordensstaat. Nach der Schlacht bei Tannenberg (1410) und dem Zweiten Frieden von Thorn im Jahr 1466 kam die Region zum Herzogtum Preußen. Nach den Polnischen Teilungen 1772 bis 1793 wurde die Provinz Westpreußen mit Danzig als Hauptstadt gebildet.
Der Komtur des Deutschen Ordens in Christburg Luther von Braunschweig überließ mit der Handfeste im Jahr 1325 die Lokation des Dorfes an Andreas von Sommerau. Das Gut Hansdorf mit dessen Besitzer Sander von Rischkaw wurde erstmals im Jahr 1416 urkundlich erwähnt. In den folgenden Jahrhunderten gab es mehrere Besitzer. Um 1850 war Hansdorf eine Fürstlich-Reußsche Domäne, die verpachtet wurde, aber bis 1945 der Besitzerfamilie gehörte. Im Jahr 1864 bildete Hansdorf mit dem benachbarten Raudnitz einen Gutsbezirk, in dem 234 Einwohner lebten.
Im April 1818 wurde der Kreis Rosenberg gebildet; er bestand bis Anfang 1945. 1871 war Hansdorf eine Landgemeinde, die 57 Haushaltungen und 276 Einwohner umfasste. Im Mai 1874 wurde der Amtsbezirk Raudnitz mit der Landgemeinde Hansdorf gebildet. Bei der Abstimmung im Abstimmungsgebiet Marienwerder am 11. Juli 1920 stimmten alle 107 wahlberechtigten Einwohner für Deutschland. Im Jahr 1905 lebten in Hansdorf 154 und im Jahr 1938 308 Einwohner. Letzter Pächter in Hansdorf war der Oberamtmann Bamberg.
Gegen Ende des Zweiten Weltkriegs wurde Hansdorf nach dem 21. Januar 1945 von der Roten Armee besetzt. Im Sommer 1945 wurde Hansdorf von der sowjetischen Besatzungsmacht gemäß dem Potsdamer Abkommen zusammen mit der südlichen Hälfte Ostpreußens unter polnische Verwaltung gestellt. Für Hansdorf wurde die polnische Ortsbezeichnung Ławice eingeführt. Soweit die Einwohner nicht geflohen waren, wurden sie in der darauf folgenden Zeit aus Hansdorf vertrieben. 
In den Jahren 1975 bis 1998 lag das Dorf Ławice in der Woiwodschaft Olsztyn. Seit 1999 gehört es der Woiwodschaft Ermland-Masuren an.

### Bevölkerungsentwicklung bis 1945
| Jahr | Einwohner | Anmerkungen                                              |
| ---- | --------- | -------------------------------------------------------- |
| 1816 | 183       | [ 4 ]                                                    |
| 1852 | 234       | [ 5 ]                                                    |
| 1864 | 266       | am 3. Dezember, davon 241 Evangelische und 25 Katholiken |
| 1871 | 276       | in 57 Haushaltungen                                      |
| 1905 | 154       |                                                          |
| 1933 | 343       | [ 7 ]                                                    |
| 1939 | 308       | [ 7 ]                                                    |

## Verkehr
Durch den Ort verläuft die Landesstraße 16. Die Entfernung von Ławice nach Iława beträgt neun Kilometer, nach Lubawa  (Löbau)  18 Kilometer, nach Ostróda (Osterode) 28 Kilometer und nach Susz (Rosenberg i. Westpr.) 31 Kilometer.

## Persönlichkeiten
- Emil Adolf von Behring (1854–1917), Immunologe und Serologe sowie erster Träger des Nobelpreises für Medizin.